# آینارس کوفالس
آینارس کوفالس (لتونیایی: Ainārs Kovals؛ زادهٔ ۲۱ نوامبر ۱۹۸۱) پرتاب‌گر نیزه اهل لتونی است.